# Myinmu
Myinmu är en kommun i Myanmar.   Den ligger i regionen Sagaingregionen, i den centrala delen av landet, 260 km norr om huvudstaden Naypyidaw. Antalet invånare är 114 738.